# Jeneba Tarmoh
Jeneba Tarmoh (Los Angeles, 27 de setembro de 1989) é uma atleta norte-americana, especialista em corridas de velocidade.
Foi campeã mundial júnior dos 100 e 4x100 metros rasos em 2008.
Ficou em quarto lugar na seletiva americana dos 100 m, se classificando para o revezamento 4x100 m rasos em Londres 2012.